# Satrandzs
|   | a  | b  | c  | d  | e  | f  | g  | h  |   |
| 8 | a8 | b8 | c8 | d8 | e8 | f8 | g8 | h8 | 8 |
| 7 | a7 | b7 | c7 | d7 | e7 | f7 | g7 | h7 | 7 |
| 6 | a6 | b6 | c6 | d6 | e6 | f6 | g6 | h6 | 6 |
| 5 | a5 | b5 | c5 | d5 | e5 | f5 | g5 | h5 | 5 |
| 4 | a4 | b4 | c4 | d4 | e4 | f4 | g4 | h4 | 4 |
| 3 | a3 | b3 | c3 | d3 | e3 | f3 | g3 | h3 | 3 |
| 2 | a2 | b2 | c2 | d2 | e2 | f2 | g2 | h2 | 2 |
| 1 | a1 | b1 | c1 | d1 | e1 | f1 | g1 | h1 | 1 |
|   | a  | b  | c  | d  | e  | f  | g  | h  |   |

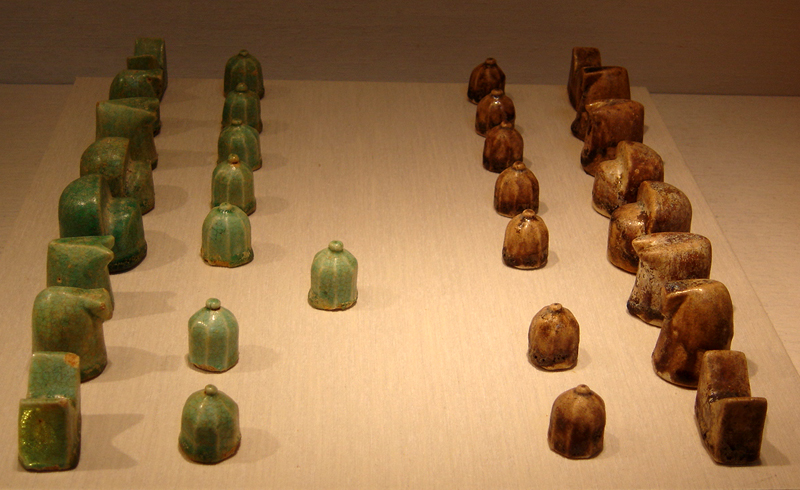
Zománcozott iráni satrandzs készlet a 12. századból (New York Metropolitan Művészeti Múzeum).

A satrandzs táblajáték, amely Perzsiában és a Közel-Keleten alakult ki az indiai csaturangából másfélezer évvel ezelőtt, és amelyből a középkor folyamán kifejlődött a modern sakk.
A satrandzs szó maga is a szanszkrit csaturanga (csatuh = négy, anga = fegyver) szóból származott. A középperzsa nyelvben még satrang. A népi etimológia két értelmezhető részre bontja a szót: szad = száz, illetve randzs = gond. A szót átvette az arab, a spanyolban ajedrez alakra módosult, amiből például a sakk jelentésű angol chess szó származik.
A legkorábbi ismert perzsa utalás a satrandzsra a Karnamag-i Ardasir-i Papakan című mitologikus középperzsa mesét tartalmazó, a 3. és 7. század között íródott könyvben található. A könyv szerint a 226 és 241 közt uralkodott I. Ardasír sah, „a királyok királya”, a hatalmas Szászánida Birodalom alapítója a játék mestere volt. Ez azonban még nem bizonyíték arra, hogy a satrandzs már Ardasir idejében létezett, legfeljebb arra, hogy a könyv megírása idejében már népszerű volt, így jelentéssel bírhatott, hogy az uralkodót legyőzhetetlen játékosként mutatták be.

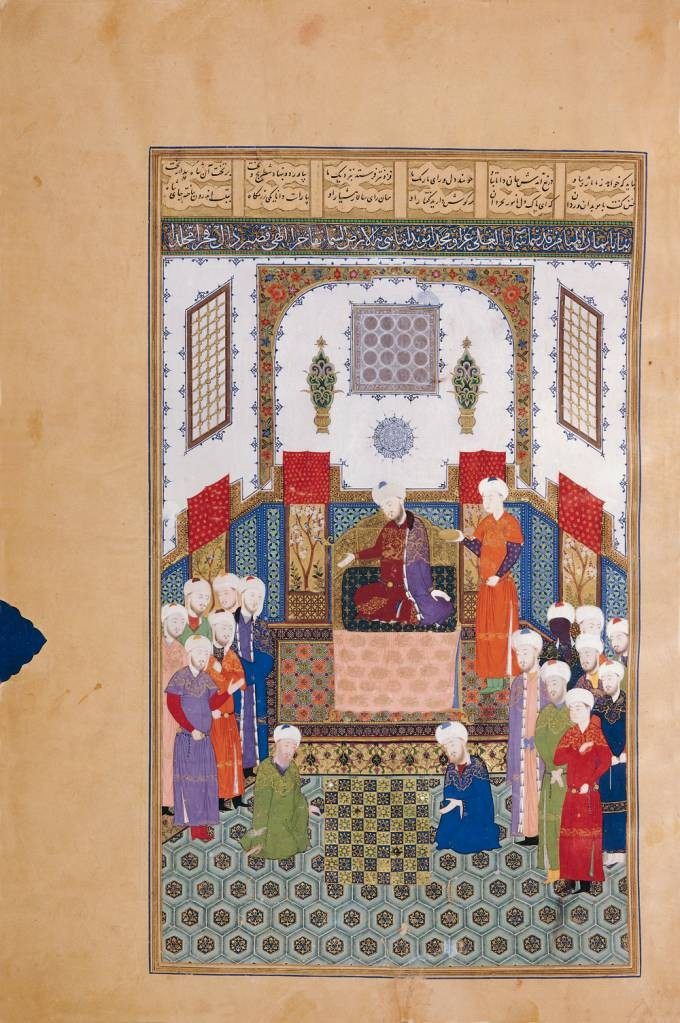
Satrandzs játékosok Bajaszangori Saname 1430-ban készült perzsa miniatúráján.

Egy későbbi szászánida uralkodó, I. Koszrev (I. Huszrau, 531 - 579) 16 smaragd és 16 rubin figurából álló készletet kapott ajándékba egy indiai királytól (valószínűleg Kanaudzs egy Megar Dinasztiához tartozó uralkodójától) egy zavarba ejtő fejtörő kíséretében. A perzsák a középkori történet szerint megfejtették a játék titkát.
A csaturangát a mai Indiában rendkívül sokféle szabállyal játsszák, de mindegyikben közös hogy a „hadsereg” négy „fegyvernemből” áll: a lovasokból, az elefántokból, a harci szekerekből és a gyalogosokból. A satrandzs átvette a csaturanga szabályainak jórészét, a táblát és a kétszer 16 figurás alapállást. Miután az arabok meghódították Perzsiát, a játék továbbterjedt nyugat felé, rendkívül népszerű lett és a 8. századtól kezdve a játék taktikai és stratégiai elemzésének nagy irodalma keletkezett. 
Az iszlám terjedésével a játék eljutott a Magrebbe, majd a Pireneusi-félszigetre. A 12. századi indiai iszlám hódítás során variációi visszakerültek Indiába is.

## Szabályok
Az alapfelállítás a satrandzsban alapvetően ugyanaz volt, mint a modern sakkban. A világos sah (király) pozíciója az alapsor közepén azonban nem volt rögzített, kerülhetett a jobb és a bal oldalra is. A két sahnak azonban a satrandzsban is ugyanarra a vonalra kellett kerülnie (tehát vagy a d-, vagy az e-vonalra). A figurák a következők voltak:
- A sah (király) ugyanúgy mozgott, mint a sakkban (tehát bármely irányban egy mezőt).
- A fersz, a „tanácsos”) (vagy ferz, arabul firz, a perzsa فرزين farzin szóból, más szóval vazir, vagy középperzsául vicsir ) átlósan egyet léphet, és így meglehetősen gyenge figura a játékban, nem úgy, mint sakkbeli megfelelője, a vezér, amely a sakkjáték legerősebb figurája.
- A ruk, a „harci szekér” (a perzsa رخ rok szóból) ugyanúgy mozgott, mint a modern sakkban a bástya.
- A pill vagy alfil, az „elefánt” (a perzsa  پيل pil szóból, al- az arab határozott névelő) két mezőt léphetett átlósan, a közbeeső mezőt átugorva. Ez is nagy különbség a sakkjáték futó figurájától, amely átlósan bármennyit léphet (bár nem ugorhat). A satrandzs pillje jóval gyengébb figura, amellett a táblán lévő négy pill nem kerülhetett ütésbe egymással, mivel a mezők, amelyeken mozoghattak, sehol sem fedték át egymást. A csaturangában ez a figura valószínűleg másképpen mozgott. A sakkjáték futójának neve több nyelven is a satrandzsbábu nevéből ered: spanyolul alfil, olaszul alfiere, perzsául fíl.
- A farasz, a ló (arab szó, perzsául  اسپ aszp) a sakk huszárjával azonos módon mozgott („lóugrásban”).
- A bajdak, a „gyalogos katona” (az arab بيدق , illetve a perzsa پياده , pijada szóból) ugyanúgy léphetett, mint a sakkban a gyalog, azzal az eltéréssel, hogy nem léphetett előre kettőt az első lépésében, mint a sakkban. Másik különbség, hogy amikor egy bajdak elérte a tábla túloldalán lévő utolsó sort, „előléptették”, de csak fersz lehetett belőle (a sakkban futót, huszárt, bástyát vagy vezért egyaránt be lehet cserélni).

Az ábrán látható figurák a mai sakk jelöléseivel szerepelnek. A satrandzs mai leírásaiban gyakran szerepel a király, a bástya, a huszár és a gyalog sah, ruk, farasz és bajdak helyett.
A szabályokban voltak egyéb különbségek is a sakktól. A sáncolás például nem létezett, ezt csak jóval később vezették be. A patt nem döntetlent jelentett, mint a sakkban, hanem győzelmet annak a játékosnak, amely előidézte. Győzelmet jelentett az is, ha a játékos ellenfele minden figuráját levette a királyon kívül („a király lecsupaszítása”), kivéve ha a következő lépésben az ellenfél is ugyanezt tette (ez az eset döntetlent eredményezett).

## Jelentős satrandzsjátékosok
- Muhammad ibn Jahja sz-Szúli

## Külső hivatkozások
- Shatranj, the medieval Arabian Chess by Jean-Louis Cazaux.
- Shatranj by Hans L. Bodlaender
- The Time of Shatranj and the Aliyat by Miguel Villa.
- Piececlopedia
- ICC Shatranj rules
- SchemingMind Shatranj rules Archiválva 2011. július 18-i dátummal a Wayback Machine-ben (free registration required)

## Fordítás
- Ez a szócikk részben vagy egészben  a   Shatranj című angol Wikipédia-szócikk ezen változatának fordításán alapul.  Az eredeti cikk szerkesztőit annak laptörténete sorolja fel. Ez a jelzés csupán a megfogalmazás eredetét és a szerzői jogokat jelzi, nem szolgál a cikkben szereplő információk forrásmegjelöléseként.